# Caramel (canción de Sleep Token)
«Caramel» es una canción de la banda de rock británica Sleep Token, lanzado a través de RCA Records el 4 de abril de 2025 como el segundo sencillo de su cuarto álbum de estudio Even in Arcadia (2025).
La canción se convirtió en el primer sencillo de la banda en entrar en el top 10 en el Reino Unido y en el primer sencillo en entrar en el top 40 en los Estados Unidos.

## Antecedentes
Sleep Token adelantó la canción a través del meteorólogo de Carolina del Norte, Chris Michaels, conocido por mencionar letras de metal en sus reportes meteorológicos. Michaels publicó un video en redes sociales anunciando el lanzamiento de Sleep Token el 27 de marzo de 2025, seguido de dos más el 29 de marzo y el 2 de abril. Cada adelanto incluía un acertijo sobre la canción, un segmento meteorológico para que los fans adivinaran y la fecha de la próxima actualización.

## Composición y letra
El instrumental comienza suave, relajante y minimalista durante los dos primeros minutos. La canción incorpora gradualmente sonidos pop a medida que añade más capas instrumentales y utiliza un estribillo con influencia pop. Las secciones pop también se combinan con un ritmo de Reguetón. A los tres minutos y medio de la canción, se produce una ruptura con el estilo del metal (en particular, el deathcore).
La letra muestra a Vessel explorando sus dificultades con la fama, incluyendo cómo la alcanzó gracias a la música creada a partir de su propia tristeza y cómo lidia con los fans que intentan descubrir la verdadera identidad de Sleep Token. En el estribillo, les pide a sus seguidores que se mantengan fieles: "Así que apégate a mí / Apégate a mí como caramelo / Camina a mi lado hasta que no sientas nada". A pesar de los desafíos, Vessel expresa que todavía se siente bendecido y agradecido por su éxito.

## Posicionamiento en lista
| Lista (2025)                                              | Posición |
| --------------------------------------------------------- | -------- |
| Australia (ARIA)                                          | 36       |
| Canadá (Canadian Hot 100)                                 | 59       |
| Estados Unidos (Billboard Hot 100)                        | 34       |
| Estados Unidos (Hot Rock & Alternative Songs (Billboard)) | 6        |
| Global 200 (Billboard)                                    | 46       |
| Ireland (IRMA)                                            | 61       |
| Nueva Zelanda (Recorded Music NZ)                         | 28       |
| Portugal (AFP)                                            | 178      |
| Reino Unido (UK Singles Chart)                            | 10       |
| Reino Unido (UK Rock & Metal)                             | 1        |